# Karol Sterpi
Karol Sterpi (ur. 11 października 1874 w Gavazzana, zm. 22 listopada 1951 w Tortonie) – włoski duchowny katolicki, działacz społeczny i oświatowy, bliski współpracownik ks. Alojzego Orione i jego pierwszy następca na stanowisku Dyrektora Generalnego zgromadzenia Małego Dzieła Boskiej Opatrzności (Orioniści).

## Życiorys
Pochodził z rodziny małych właścicieli ziemskich z Gavazzana (Aleksandria), bardzo religijnej i szanowanej. Ojciec długo był burmistrzem miasta. Matka była szlachetna i religijna; wiedząc o pragnieniu syna chcącego zostać księdzem, powiedziała mu: ”zostań również ty księdzem, daję ci moją zgodę, ale zobacz – musisz być cały dla Boga”.
Rozpoczynając seminarium w Tortonie spotkał się z Ks Alojzym Orione. Ks. Sterpi tak wspominał te spotkania w seminarium: "Rozpoczynając filozofię mogłem być razem z nim i miałem szczęście znajdować się blisko wszędzie, byłem blisko w ławce na studium, blisko w pokoju, blisko w refektarzu, blisko w kaplicy, towarzyszyłem mu na spacerach, miałem go zawsze obok siebie". 
W październiku 1895 roku, Ks. Orione otrzymał od biskupa Bandi właśnie kleryka Sterpi jako pomoc i asystenta w instytucie dla chłopców założonym przez Ks Orione dwa lata wcześniej w dzielnicy San Bernardino w Tortonie. 
”Ksiądz, który jest naprawdę księdzem; To jest nasz ksiądz Sterpi” – mówił o nim ks. Orione. Karol Serpi podzielał w pełni ducha i losy Założyciela Małego Dzieła Boskiej Opatrzności.
12 marca 1940 roku umiera Ks Alojzy Orione i 13 sierpnia następnego roku, pierwsza Kapituła Generalna wybrała jednogłośnie Ks. Sterpi na Dyrektora Generalnego Zgromadzenia, które już liczyło 820 zakonników. Ks. Sterpi w tych latach poddał się ogromowi wyczerpującej pracy w nowym obowiązku, nękany również trudnościami i zmartwieniami spowodowanymi wybuchem II wojny światowej, która dotknęła także Włochy.
Ks. Sterpi ze względu na zły stan zdrowia w 1946 roku podejmuje decyzję, aby zrzec się obowiązku przełożonego generalnego. Od tego momentu, aż do swojej śmierci służy wśród współbraci, oraz troską otacza grupę sierot w Tortonie. 
7 września 1989 roku Dekretem papieskim została rozpoznana heroiczność cnót ks. Sterpi i nazwano go "czcigodnym".